# Österreichische Fußball-Hallenmeisterschaft
Die Österreichische Fußball-Hallenmeisterschaft war ein 1984 und in den Jahren 1999 und 2000 unter dem Namen ÖFB-Hallencup ausgetragener Fußball-Wettbewerb in Österreich.
In den Spielzeiten 1998/99 und 1999/00 dienten Vorrundenturniere zur Qualifikation, darunter auch das Wiener Stadthallenturnier.

## Österreichische Hallenmeisterschaft 1984
- Wiener Hallenstadion (Dusikastadion; 3. Februar 1984–5. Februar 1984)

Tabelle
|     | Verein             | Sp. | S | U | N | Tore  | Punkte |
| --- | ------------------ | --- | - | - | - | ----- | ------ |
| 01. | SK Rapid Wien      | 5   | 5 | 0 | 0 | 33:09 | 10     |
| 02. | Grazer AK          | 5   | 4 | 0 | 1 | 30:26 | 8      |
| 03. | SSW Innsbruck      | 5   | 2 | 0 | 3 | 22:26 | 4      |
| 04. | Austria Klagenfurt | 5   | 2 | 0 | 3 | 20:24 | 4      |
| 05. | VOEST Linz         | 5   | 1 | 0 | 4 | 17:32 | 2      |
| 06. | SV Salzburg        | 5   | 1 | 0 | 4 | 13:28 | 2      |

## ÖFB-Hallencup 1999
- Wiener Stadthalle (7. Januar 1999–9. Januar 1999)

- Spiel um Platz 7
- Austria Lustenau – FK Austria Wien 3:2
- Spiel um Platz 5
- FC Tirol Innsbruck – SK Rapid Wien 1:2
- Spiel um Platz 3
- LASK Linz – Grazer AK 3:7
- Finale
- SV Salzburg – SK Sturm Graz 2:1

## ÖFB-Hallencup 2000
- Wiener Stadthalle (5. Januar 2000–9. Januar 2000)

- Spiel um Platz 7
- SK Sturm Graz – SV Braunau 6:2
- Spiel um Platz 5
- SV Wörgl – Grazer AK 3:2 G.G.
- Spiel um Platz 3
- Admira/Wacker Mödling – First Vienna FC 1894 7:5
- Finale
- FK Austria Wien – SK Rapid Wien 4:0

## Alle Sieger
- je 1× SK Rapid Wien, FK Austria Wien, SV Salzburg